# Duadicus
Duadicus is een geslacht van wantsen uit de familie van de Acanthosomatidae (Kielwantsen). Het geslacht werd voor het eerst wetenschappelijk beschreven door Dallas in 1851.

## Soorten
Het genus bevat de volgende soorten:

- Duadicus namyatovae Wang, Liu & Cassis, 2013
- Duadicus pallidus Dallas, 1851